# Recouvrance (Ardennes)
Pour les articles homonymes, voir Recouvrance.
Recouvrance est une localité de Banogne-Recouvrance et une ancienne commune française, située dans le département des Ardennes en région Grand Est.

## Géographie
La commune ne compte qu'un bourg de peu d'importance, et son ban est réduit.

## Histoire
Elle a fusionné avec Banogne, en 1828, pour former la commune de Banogne-Recouvrance.

## Administration
| Période                                  | Période | Identité | Étiquette | Qualité |
| ---------------------------------------- | ------- | -------- | --------- | ------- |
| Les données manquantes sont à compléter. |         |          |           |         |
|                                          |         |          |           |         |

## Démographie
| 1793 | 1800 | 1806 | 1821 |
| ---- | ---- | ---- | ---- |
| 232  | 240  | 262  | 278  |

Histogramme

(élaboration graphique par Wikipédia)